# Melinda abdominalis
Melinda abdominalis là một loài nhặng trong họ Calliphoridae. Chúng được Malloch mô tả đầu tiên vào năm 1931.